# تد دم
تد دم (انگلیسی: Ted Demme؛ ۲۶ اکتبر ۱۹۶۳ – ۱۳ ژانویهٔ ۲۰۰۲) کارگردان اهل ایالات متحده آمریکا بود. وی بین سال‌های ۱۹۸۸ تا ۲۰۰۲ میلادی فعالیت می‌کرد.